# Александар Тодоровски
Александар Тодоровски (Краљево, 26. фебруар 1984) бивши је македонски фудбалер. Наступао је на позицији десног бека.

## Клупска каријера
Тодоровски је неколико сезона провео играјући за Раднички са Новог Београда. Одатле је 2005. године прешао у кипарски АПОЕЛ. Тамо није добио пуно прилике да игра па је брзо и напустио клуб али је наставио да игра на Кипру још неко време за екипе Дигенис Морфу и АЕЛ из Лимасола. Током 2008. године се вратио у српски фудбал и потписао за Рад. Ту је провео наредне три сезоне у којима је одиграо 63 утакмице у Суперлиги Србије. Након Рада 2011. године одлази у Пољску где проводи наредне две сезоне као играч Полоније из Варшаве. Лета 2013. године прелази у Штурм из Граца где проводи наредних сезону и по. У зимском прелазном року сезоне 2014/15. се враћа у Пољску и потписује за Заглебје. Ту је у наредних три и по сезоне одиграо 74 утакмице. У јуну 2018. године прелази у Раднички из Ниша. Две сезоне је стандардно наступао за Раднички у Суперлиги Србије, да би јула 2020. прешао у прволигаша Графичар.

## Репрезентација
Тодоровски је био члан сениорске репрезентације Македоније за коју је од 2010. до 2015. године одиграо 16 утакмица.